# Meiracyllium

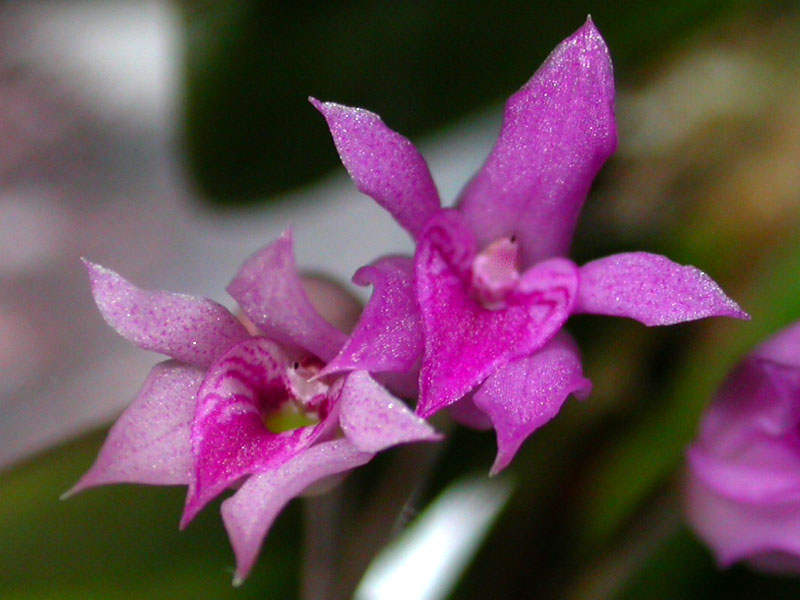
Meiracyllium gemma

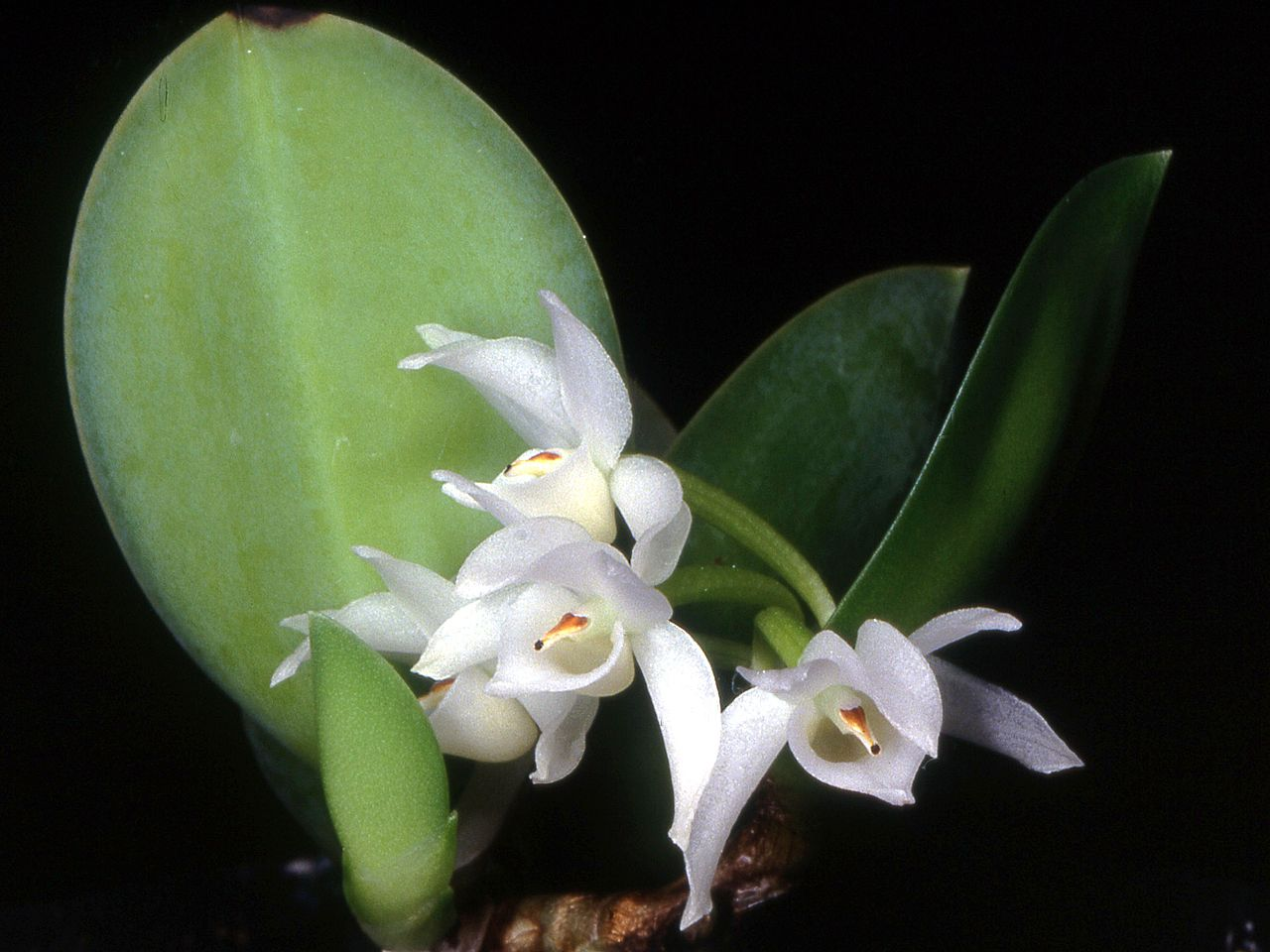
Meiracyllium trinasutum mit weißen Blüten

Meiracyllium ist eine Pflanzengattung innerhalb der Familie der Orchideen (Orchidaceae). Die Gattung beinhaltet nur zwei Arten, welche in Mexiko, Guatemala und El Salvador beheimatet sind. Sie wachsen epiphytisch in Trockenwäldern.

## Beschreibung
Meiracyllium sind kleine, krautige, ausdauernde Pflanzen. Sie wachsen mit einem kriechenden Rhizom, das anfangs von papierartigen Niederblättern umhüllt ist, welche mit der Zeit abfallen. Das Rhizom ist an den Nodien eingeschnürt, seine Oberfläche ist verkorkt. Die Wurzeln sind biegsam und im Querschnitt abgeflacht. Das Velamen, das die Wurzeln umhüllt, ist zwei bis fünf Zellschichten dick, Tilosome sind nicht vorhanden. Das Rhizom geht in die aufrechte Sprossachse über, an deren Basis die Erneuerungsknospen liegen. Aus ihnen setzt sich in der nächsten Wachstumsperiode das Rhizom fort, es liegt also ein sympodiales Wachstumsmuster vor. Je Spross wird nu ein Blatt ausgebildet. Die sukkulenten Blätter sind breit oval, an beiden Enden stumpf, manchmal vorne mit einer kleinen aufgesetzten Spitze. Ein Blattstiel ist nicht vorhanden. Die Farbe der Blätter ist ein häufig rötlich überlaufenes Grün. Die Knospenlage ist conduplikat, auf der Oberseite befindet sich eine längs verlaufende Rinne. Auf beiden Blattseiten befinden sich einige wenige Haare (Trichome). Stomata sind auf beiden Blattseiten vorhanden, sie besitzen vier Nebenzellen.
Der Blütenstand ist eine endständige Traube, der an der Basis von einigen scheidigen Hochblättern umfasst wird. Er enthält ein bis sieben Blüten, die resupiniert sind und eine rosa bis violette Farbe aufweisen. Von beiden Arten sind seltene Pflanzen mit weißen Blüten bekannt. Die papierartigen Tragblätter sind dreieckig-oval und spitz endend. Der Fruchtknoten ist einmal oder s-förmig gebogen und mit längs verlaufenden Rillen versehen. Die Blütenblätter sind nicht miteinander verwachsen und bis auf die Lippe in Form und Ausmaßen einander ähnlich. Die Sepalen sind oval bis lanzettlich, oft nach vorne weisend, die beiden seitlichen sind an der Basis etwas asymmetrisch und formen mit der Basis der Lippe eine Ausbuchtung. Bei den Sepalen sind die Ränder nach hinten gebogen, während die Petalen flach ausgebreitet sind. Die seitlichen Petalen sind schmaler als die äußeren Blütenblätter, besonders an der Basis. Die Lippe ist mit einer breiten Basis an der Säule angewachsen, sie bildet dort eine etwas nach hinten gerichtete Ausbuchtung und umfasst mit den nach oben geschlagenen Rändern die Säule. Weiter vorne wird die Säule flach ausgebreitet, die Ränder sind etwas gewellt, vorne endet sie spitz. Die Säule ist nicht gebogen, im Querschnitt ist sie abgerundet quadratisch. Das Staubblatt sitzt nicht am Ende der Säule, sondern dorsal, es wird an der Basis von einem zweilappigen Gewebe der Säule (Klinandrium) teilweise bedeckt. Das Staubblatt ist im Umriss lang-oval, mit einer herzförmigen Basis und vorne zugespitzt. Es enthält acht keulenförmige Pollinien, je zwei größere und zwei kleinere sind zusammengefasst, alle gemeinsam hängen an einer ovalen schwarz-braunen Klebscheibe (Viscidium). Die Narbe besteht aus einer schräg nach vorn weisenden Fläche. Das Trenngewebe zwischen Narbe und Staubblatt (Rostellum) ist lang ausgezogen, bandförmig bis lang-dreieckig, an der Spitze mit einer kleinen Vertiefung, in der das Viscidium sitzt. Die Kapselfrucht steht aufrecht, sie ist oval bis spindelförmig, mit sechs längs verlaufenden Kielen.

## Verbreitung

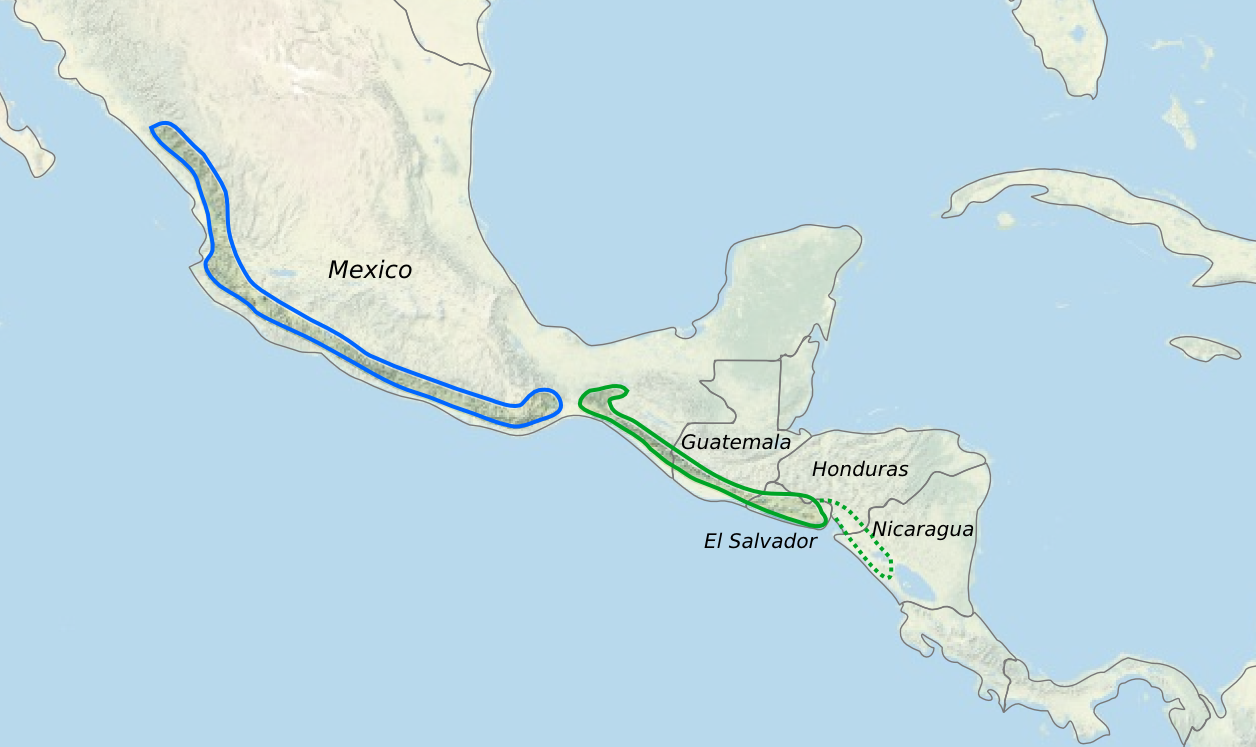
Verbreitungskarte der Gattung Meiracyllium
Blau: Meiracyllium gemma
Grün: Meiracyllium trinasutum. Gestrichelte Linie im Süden nach Genera Orchidacearum, nach anderen Quellen endet das Areal in El Salvador.

Meiracyllium ist in Mittelamerika in den Staaten Mexiko, Guatemala und El Salvador verbreitet. Es kommt auf der dem Pazifik zugewandten Seite in Höhenlagen von 450 bis 1500 Meter vor. Im Norden wächst Meiracyllium gemma in den mexikanischen Bundesstaaten von Sinaloa bis Oaxaca. Weiter südlich kommt Meiracyllium trinasutum vor, welches eventuell noch Honduras erreicht. Die Verbreitungsgebiete der beiden Arten überlappen sich wahrscheinlich nicht.

## Ökologie
Die Standorte der Meiracyllium-Arten liegen in Trockenwäldern und Savannen, das Klima ist durch eine deutliche trockene Jahreszeit gekennzeichnet. Seltener kommen sie in feuchteren Wäldern vor, etwa den in höheren Lagen anschließenden Bergregenwäldern. Die Waldländer sind häufig durch Eichen (Quercus) und Kiefern (Pinus) dominiert. Meiracyllium wächst epiphytisch, manchmal auch an Felsen.
Blühende Pflanzen können rund ums Jahr angetroffen werden, ein Höhepunkt ist bei Meiracyllium gemma während der Regenzeit, bei Meiracyllium trinasutum während der Trockenzeit auszumachen. Die Blüten verströmen einen zimtartigen Duft, ein Männchen der Prachtbiene Euglossa viridissima wurde mit Pollinien von Meiracyllium gemma beobachtet. Der Duftstoff Methylcinnamat weist auf eine Bestäubung durch männliche Prachtbienen hin. Verwandte Gattungen, die durch Prachtbienen bestäubt werden, locken diese unabhängig vom Geschlecht an.

## Systematik und botanische Geschichte
Die Gattung Meiracyllium wurde 1854 von Heinrich Gustav Reichenbach in Xenia Orchidacea: Beitraege zur Kenntniss der Orchideen i.12, t.6 aufgestellt. Der Name leitet sich vom griechischen μειράκιον meirakyllion, „Jugendlicher, Knabe“, ab und bezieht sich auf den kleinen Wuchs der Pflanzen. Das Typusexemplar für die ihm damals einzig bekannte Art Meiracyllium trinasutum stammte von Pavón und wurde Reichenbach von Boissier überlassen. Die genaue Herkunft der Pflanze war Reichenbach unbekannt. 1866 beschrieb er eine zweite Art, Meiracyllium wendlandii, die er nach Hermann Wendland benannte, welcher die Pflanzen gesammelt und nach Europa gebracht hatte. Eine dritte Artbeschreibung, Meiracyllium gemma, veröffentlichte Reichenbach im Jahr 1869. Die beiden Arten Meiracyllium trinasutum und Meiracyllium wendlandii werden als synonym betrachtet, so dass der zuerst veröffentlichte Name, Meiracyllium trinasutum, der gültige ist.
Die Verwandtschaft der Gattung Meiracyllium innerhalb der Orchideen wurde von verschiedenen Forschern unterschiedlich beurteilt. Reichenbach war sich angesichts des unvollständig erhaltenen Typusexemplars über die Verwandtschaft unsicher, vermutete sie aber bei den Vandeae. Bentham und Hooker stellten sie zu den Pleurothallidinae und Schlechter verglich sie mit Sophronitis innerhalb der Laeliinae. Dressler stellte dann eine eigene Subtribus Meiracylliinae für die Gattung auf, da sie seiner Meinung nach von den anderen Laeliinae zu stark abweiche. Eine nahe Verwandtschaft dieser beiden Subtriben hielt er aber für wahrscheinlich, etwa wegen der ähnlichen Struktur des Velamen radicum.
Erste Untersuchungen der DNA ergaben eine Platzierung innerhalb der Subtribus Laeliinae, wobei die am nächsten verwandten Gattungen noch unklar blieben. Am wahrscheinlichsten ist eine Stellung als Schwestertaxon zu einer Gruppe aus Brassavola, Cattleya, Guarianthe und Rhyncholaelia. Aufgrund der großen Abweichungen sowohl der DNA-Daten als auch der Morphologie ist das Resultat der kladistischen Analyse fehleranfällig.
Die beiden Arten sind:
- Meiracyllium gemma Rchb.f.
- Meiracyllium trinasutum Rchb.f. (Syn.: Meiracyllium wendlandii Rchb.f.)

## Kultur
Beide Arten werden gelegentlich als Zierpflanzen kultiviert. Sie werden meist auf Äste, Kork oder Farnwurzel aufgebunden. Entsprechend ihrer Herkunft ist eine hohe Lichtintensität und eine trockene Ruheperiode zu beachten. Die Hybride Meiracyllium Trigem (Meiracyllium trinasutum x Meiracyllium gemma) mit der Sorte ‘Surprise’ sowie die weiße Meiracyllium trinasutum ‘Aida’ wurden von der American Orchid Society ausgezeichnet.